# Aprobarbital
Aprobarbital ist ein Arzneistoff, genauer ein Barbiturat. Chemisch betrachtet ist es ein Barbitursäure-Derivat. Es wurde von Ernst Preiswerk in den 1920er-Jahren erstmals synthetisiert. Es hat sedative, hypnotische und antikonvulsive Wirkungen und wurde vor allem zur Behandlung von Schlafstörungen verwendet. Es ist heute durch andere Barbiturate verdrängt, in Deutschland sind keine Präparate auf der Basis von Aprobarbital mehr zugelassen.